# 29858 Tlomak
29858 Tlomak è un asteroide della fascia principale. Scoperto nel 1999, presenta un'orbita caratterizzata da un semiasse maggiore pari a 2,7929890 UA e da un'eccentricità di 0,0336412, inclinata di 4,29450° rispetto all'eclittica.